# Liste der Monuments historiques in Mouterhouse
Die Liste der Monuments historiques in Mouterhouse führt die Monuments historiques in der französischen Gemeinde Mouterhouse auf.

## Liste der Objekte
| Bezeichnung                  | Beschreibung                  | Standort                         | Kennzeichnung | Schutzstatus | Datum | Bild           |
| ---------------------------- | ----------------------------- | -------------------------------- | ------------- | ------------ | ----- | -------------- |
| Skulptur Schutzmantelmadonna | Holz, farbig gefasst, um 1700 | in der Kapelle Notre-Dame (Lage) | PM57000240    | Classé       | 1970  | weitere Bilder |